# قصائد للحب والحياة في أفق الموت
قصائد للحب والحياة في أفق الموت هي قصائد شعرية للشاعرة الأمريكية لويز غليك الحائزة على جائزة نوبل للأداب سنة 2020، ترجمتها الأكاديمية الأردنية لمى سخنيني إلى العربية مختارات شاملة من 12 ديوانا لها. صدرت عن دار "العائدون" في الأردن سنة 2021. تمكنت المترجمة من تمثيل مسار لويز غليك الشعري وتجربتها وفق تطورها وخطها الزمني. راجع الترجمة وكتب لها مقدمة الشاعر عمر شبانة، وأدى دوراً إضافياً مهماً غالباً ما تحتاجه عادة الترجمات. الكتاب جاء في 336 صفحة من القطع الوسط..

## نبذة
تقول لمى سخنيني في مقدمة مختارات: "عندما بدأت أقرأ بعُمق للشاعرة لويز غليك دخلتُ في عوالمها الشديدة الواقعية، وذات المناخات الأسطورية، فشدتني بشباك من شوق إلى الأبطال الأسطوريين إلى الإلياذة، فالشاعرة أعادت بناء قصصهم، بما يتوافق مع خيالها الخصب وتجربتها الحياتية الغنية، فهي توظف تجربة هذه الشخصيات في مواجهة حقائق ينكرها معظم الناس، كالشيخوخة والطفولة المبكرة والموت والحياة في ظلال الموت"
وقالت عنها المترجمة في حوار لها عن ترجمتها: "تكتب غليك قصائد تبدو بسيطة بشكل مخادع"

## أهم التيمات المطروحة في الديوان
1. الأسرة والعلاقات العاطفية
- العائلة، الأم، الحبيب، الشقيق، والطفل: تظهر هذه الشخصيات بشكل متكرر، بوصفها علاقات معقدة، تارة حميمية وتارة مهدِّدة.
- القصائد تستحضر هذه الروابط من وجهة نظر غالبًا ما تكون قاتمة أو متأملة أو مريرة.

2. الطفولة والتجربة الشخصية
- الطفولة ليست مجرّد ذكرى، بل تجربة وجودية مؤلمة أحيانًا.
- تتعامل غلوك مع الطفولة كمصدر دائم للتأمل في الجراح العاطفية والأثر النفسي العميق.

3. الموت والفقد
- حضور كثيف للموت، ليس فقط كحدث، بل كأفق تأملي في معنى الحياة والزوال والتحول.
- الموت عند غلوك ليس النهاية فقط، بل جزء من حوار داخلي حول الحضور والغياب.

4. الهوية والذات والنسوية
- تستدعي صوت المرأة من موقع هشاشة وقوة في آن، وترفض تقديم هوية ثابتة أو متماسكة.
- تُفكّك "الأنوثة" عبر استخدام الأساطير أو الصور اليومية لتُعيد بناء تمثيل المرأة خارج النماذج المكرّسة.

5. الأسطورة كمرآة للذات
- تستخدم الأساطير الكلاسيكية، مثل قصة برسيفوني وهاديس، لا بوصفها موضوعات مستقلة، بل مرآة للمشاعر الإنسانية: الانفصال، الخيانة، التحوّل، الشوق.
- الأسطورة في شعرها ليست ماضياً جامداً، بل تجربة شخصية حديثة.

6. العزلة والصمت
- تعود الشاعرة دومًا إلى الصمت كخلفية لصوتها الشعري.
- الصمت ليس ضعفًا، بل خيار وجودي، وطريقة لمواجهة الألم أو مقاومة السلطة أو النظام.

## أسلوبها الشعري
قصائد غلوك تبدو بسيطة في الأسلوب، لكنها تخفي عمقًا فلسفيًا إذ تستخدم لغة واضحة لكنها محمّلة بالرمزية والتأمل العميق، كما تعتمد خطابًا صوتيًا متعدد الشخصيات: تتجسد تلك الأصوات في شخصيات بشرية وزهور وأساطير، وتُعارض بعضها مع بعض في لوحات حوارية دائرية تزيد من ثراء المعنى والتعدد الدلالي.
مستخدمة في ذلك الخيال السريالي لخلق مشاهد شعرية غيبيّة ومتحوّلة، تجمع بين المشاعر وروح الدعابة، في مقاربة متعرجة لعقل الشاعرة وتجاربها الحياتية، وهي في ذلك:
- توظف الشخصيات الأسطورية مثل برسفوني وهاديس لإعادة بناء الأساطير بأسلوب معاصر، وتستخدمها للتعبير عن تجربتها الأنثوية، والحنين، والانفصال.
- تستكشف في قصائدِها الموت والطفولة المتأخرة، وتستعير القصص الكلاسيكية لطرح أسئلة إنسانية وجودية.

تؤمن غلوك بأن الشعر يجب أن يكون تغييرًا مستمرًا،. خلف صمت النصوص هناك قوة رافضة لثبات الذات، تدفع نحو التغيير والتحوّل.
قال ناشرها جوناثان غالاسي، رئيس دار فَرار، في بيان نُقل إلى وكالة الأنباء الفرنسية (AFP) بعد إعلان وفاتها:
«إن شعر لويز غلوك يمنح صوتًا لعطشنا الذي لا يُروى نحو المعرفة والارتباط، في عالم كثيرًا ما يكون غير جدير بالثقة. إن أعمالها خالدة».
في مقال نُشر بمجلة La Revue des Deux Mondes (ماي–يونيو 2022)، يشير بودوان دو غيّوبون إلى أن شعر غلوك يتميّز بالصمت الكامن خلف الكلمات، وبطرحه لأسئلة وجودية حول الروح والمعنى في عالم خالٍ من اليقين الميتافيزيقي. كما يرى الكاتب أن غلوك، من خلال لغتها البسيطة واستلهامها للأساطير والنصوص الدينية، تكتب شعرًا شبيهًا بالصلاة الصامتة، حيث تغيب الشخصيات الكنسية ويحل التأمل محلها. ويعدّ ديوان ليلة الإيمان والفضيلة من أبرز أعمالها المترجمة إلى الفرنسية، لما فيه من بنية روحية تتيح للقراء دخول عالمها الشعري ببساطة وتأمل.

## اقتباس
ومن هذه «المختارات»، ما تكتبه الشاعرة عن الرّوح، فهي بالنسبة إليها، مثل كل شيء:
لماذا تبقى سليمة، تبقى وفيّة لشَكلها الأوحد،
عندما تستطيع أن تكون حرّة؟
بل هي الحياة، وسواها يكون الموت في أشكال وصوَر شتّى:
تموتُ عندما تموت روحُك.
وسِوى ذلك فأنتَ حيّ.
قد لا تؤدي عملَك بشكل جيّد، إلّا أنّك تستمرّ -

أمرٌ ليس لديك خيار بشأنه.